# Circuit urbain de Santiago
Le circuit urbain de Santiago est un circuit automobile temporaire empruntant les rues de la capitale du Chili, Santiago. Il a accueilli une seule fois l’ePrix de Santiago comptant pour le championnat de Formule E FIA.

## Historique
La première course de Formule E a lieu lors de la saison 2017-2018. Le pilote Français Jean-Éric Vergne l'emporte le 3 février 2018 tout en signant la pole position et le meilleur tour,.

## Description

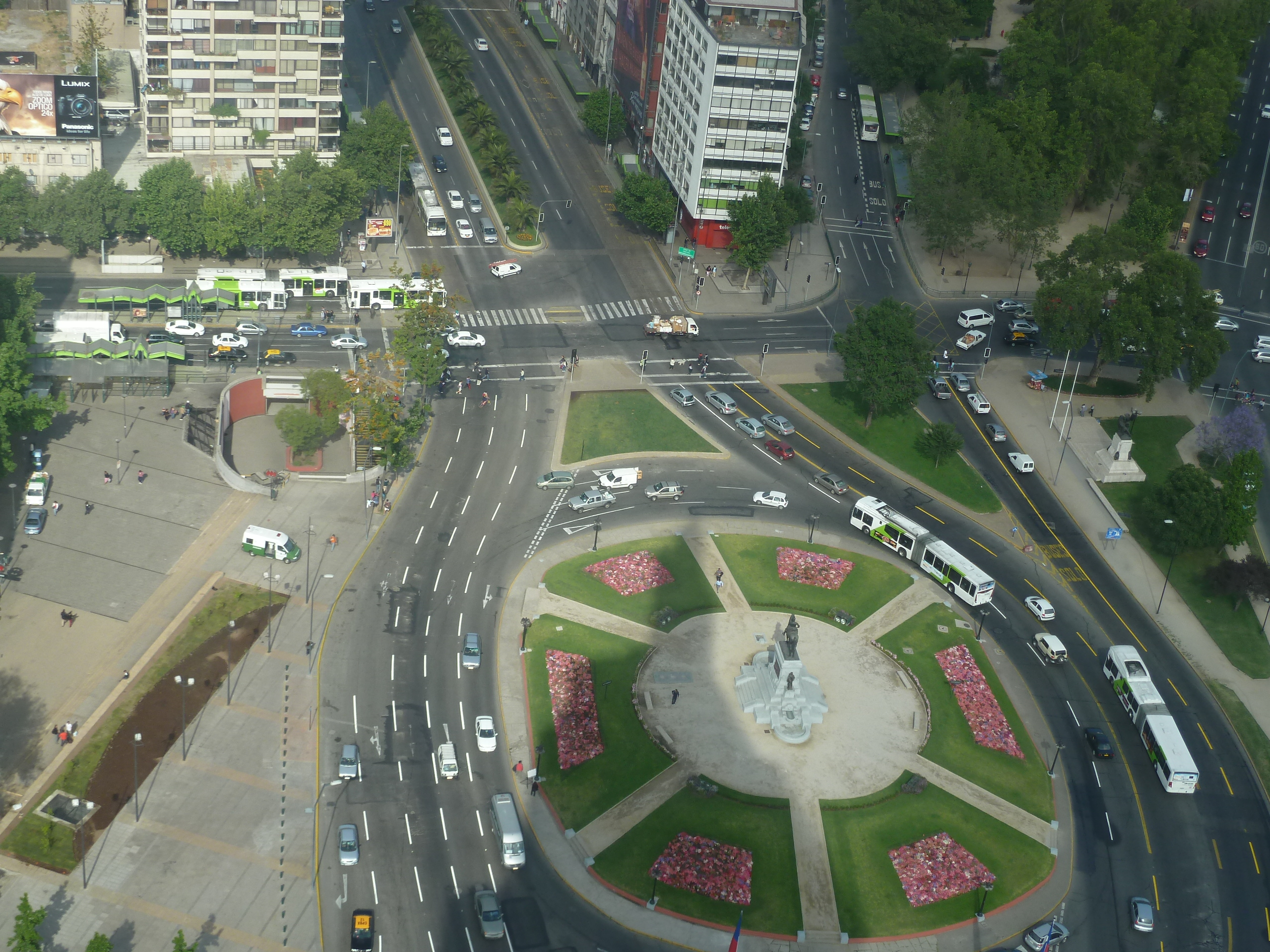
La place Baquedano, que les pilotes atteignent ici par la droite avant de contourner la place pour gagner l'Alameda (ici en haut).

Le circuit s'inscrit dans le centre-ville de la capitale du Chili, Santiago. De sens horaire, il est long de 2,460 km et comprend douze virages.
Il débute avec la ligne droite de départ/arrivée qui est la plus longue ligne droite du circuit et qui représente l'une des deux principales opportunités de dépassement. Elle est située sur la rive nord de la rivière Mapocho qui traverse la ville. La piste franchit ensuite au niveau de la faculté de droit la rivière puis fait le tour de la place Baquedano.
Le tracé s'engage alors sur la principale artère de la ville, l'Alameda, qu'il quitte au niveau du Centre Culturel Gabriela Mistral (es). C'est dans cette zone que se situe la seconde importante possibilité de dépassement avec une épingle. Le tracé continue vers l’est, puis contourne le Palacio Bruna (es). Il franchit alors le Parque Forestal (es) où est installée la voie des stands puis gagne la rive sud du rio Mapocho. Il tourne enfin sur la droite au niveau du Musée national des beaux-arts pour retraverser par le pont Pío Nono le Rio Mapocho et retrouver la rive nord.